# Audea tegulata
Audea tegulata är en fjärilsart som beskrevs av George Francis Hampson 1902. Audea tegulata ingår i släktet Audea och familjen nattflyn. Inga underarter finns listade i Catalogue of Life.